# Portero mayor del rey
El portero mayor del rey era un oficial de la Casa real de Castilla encargado de múltiples labores en la Corte y en relación con los individuos que acudían ante el monarca.

## Historia

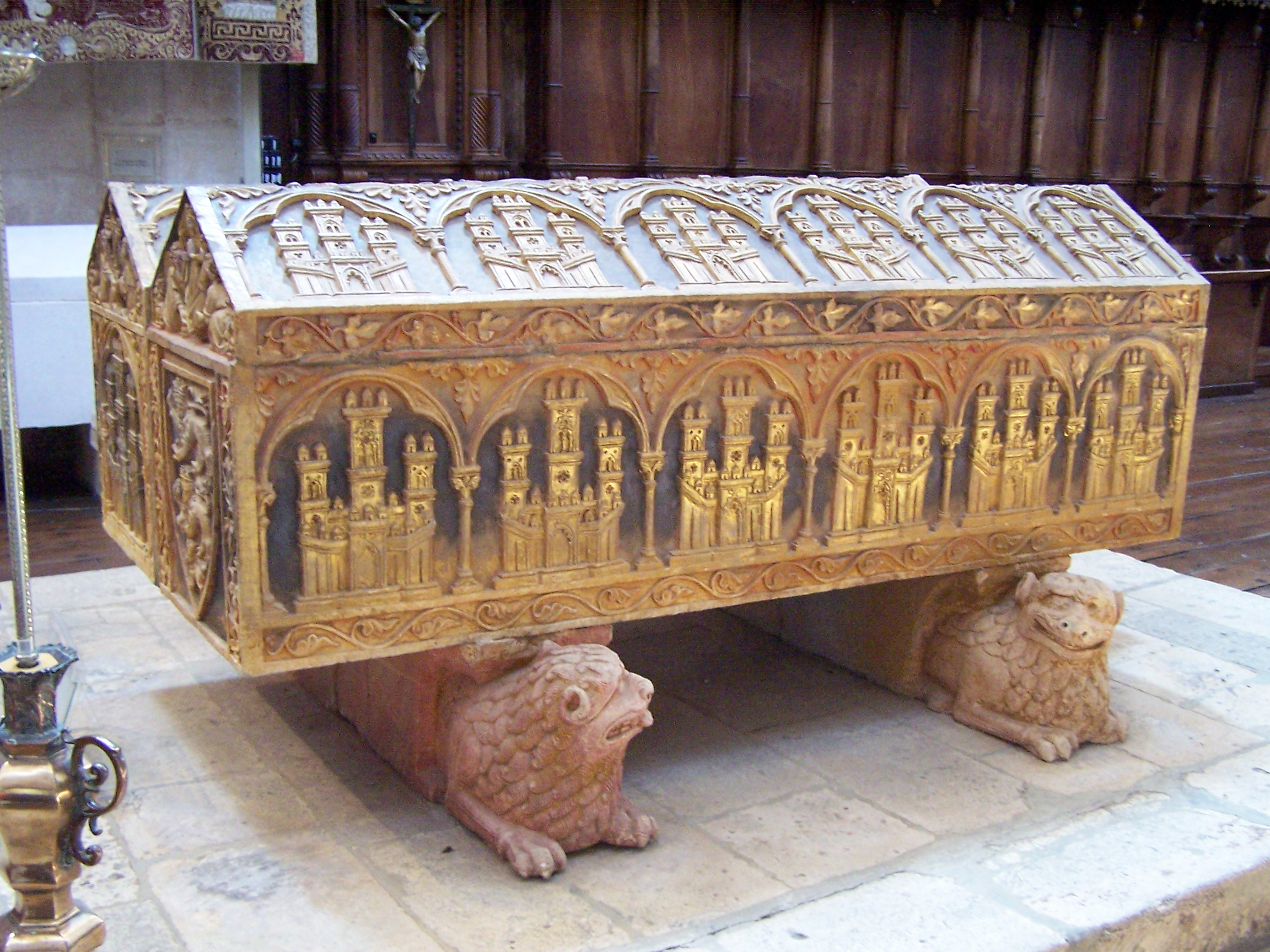
Sepulcros de Alfonso VIII de Castilla y de la reina Leonor de Plantagenet. (Monasterio de las Huelgas de Burgos).

En un primer momento los porteros del rey eran simplemente soldados encargados de custodiar las puertas y continuadores o «herederos», como señaló Jaime de Salazar y Acha, de los ostiarii del mundo romano, pero con el transcurso de los siglos las funciones que acabaron ejerciendo los porteros reales les alejaron del aspecto militar y pasaron a ser hombres que actuaban de ujieres y mensajeros del rey.
Era un oficio importante de la Corte, y por ello los porteros debían ser nobles «de buen linaje», según consta en las Partidas, y también hay constancia de que comenzaron a ser mencionados en la documentación oficial durante el reinado de Alfonso VIII de Castilla, y de que en el repartimiento de Sevilla, llevado a cabo tras la conquista de la ciudad por el rey Fernando III en 1248, ocho porteros reales castellanos y otros nueve del reino de León recibieron algunas propiedades, y también en esta época, como señaló Manuel González Jiménez, cuarenta porteros castellanos y treinta y dos «gallegos» o leoneses recibieron algunas heredades en la alquería de Rexuxena, y en otra ocasión otros cincuenta y un porteros de Castilla fueron recompensados con propiedades en Mures al igual que otros empleados y oficiales menores de la Corte.
En el reinado de Alfonso X de Castilla no era frecuente, según el historiador Manuel González Jiménez, que los nombres de algunos oficiales o funcionarios de la Casa del rey, como en el caso de los porteros o los coperos mayores, fueran mencionados en los documentos oficiales.

## Funciones

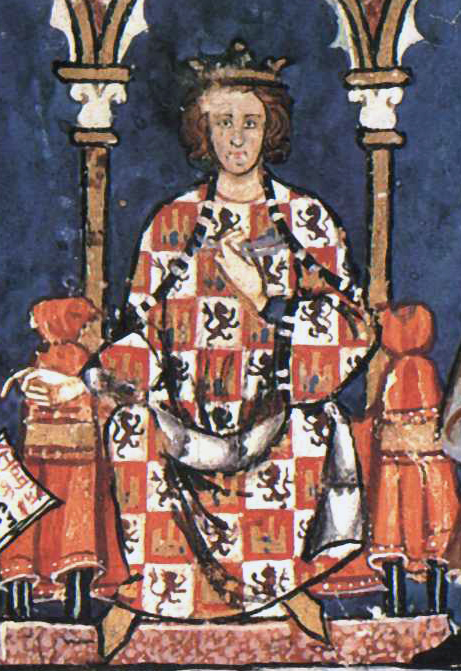
Miniatura medieval que representa a Alfonso X de Castilla.

A las órdenes del portero mayor estaban los porteros reales, cuyas obligaciones eran, entre otras:
- Recibir a los individuos que llegaran a la Corte y decidir si éstos podían ser llevados o no ante el propio monarca. Y en las Partidas consta, como subrayó Salazar y Acha, que precisamente por esa razón debían ser hombres experimentados, «entendidos», con facilidad de palabra y «bien razonados».[6]
- Otra de las funciones más destacadas de los porteros reales era la de, según consta en el Fuero Viejo de Castilla, recibir de manos del propio monarca las tenencias de los castillos y demás fortalezas del reino y ponerlas en manos del tenente que fuera a hacerse cargo de ellas, mediante una ceremonia que se llevaba a cabo ante las puertas del castillo y contando con la presencia del portero real.[6]
- La tercera labor más importante de los porteros era la de actuar de intermediarios o mensajeros entre los reyes y otros individuos, y esta obligación incluía la de servir como pregoneros del rey y publicar en todo el reino las disposiciones dictadas por el soberano.[6]
- También debían recibir a los pleiteantes que acudieran ante el monarca y eran los responsables de llevarlos hasta los jueces, ejecutar los emplazamientos, y aplicar los veredictos fallados por los tribunales reales, por lo que en este caso actuaban como «ujieres» de estos últimos.[6] Y hay constancia de que en las Cortes de Zamora de 1274, que fueron unas de las más importantes de las convocadas a lo largo del reinado de Alfonso X, este dispuso que en todos aquellos lugares donde los alcaldes del rey libraran los pleitos debería haber dos porteros y seis monteros,[6] aunque conviene señalar que estos últimos no eran monteros de Espinosa, sino individuos que actuaban a las órdenes del alguacil mayor del rey y que eran los responsables de hacer cumplir las sentencias emitidas por los tribunales.[7]